# Jura (kanton)
Jura (Duits en Frans of Giura in het Italiaans en Reto-Romaans) is een kanton in het noordwesten van Zwitserland. Het is het jongste kanton van Zwitserland, geheel Franstalig, gevormd in 1979 door een afscheiding van het tweetalige kanton Bern. Dit vanwege druk van Franstalige zijde. Het kanton heet officieel République et Canton du Jura.
Op 31 december 2023 telt het kanton 74.548 inwoners, deze zijn voor 75,0% Rooms-katholiek en voor 12,4% protestant (2000).

## Geografie
Het kanton Jura ligt in de Zwitserse Jura, in het Franstalige westen van Zwitserland. Het grenst aan Frankrijk en aan de kantons van Neuchâtel, Bern, Solothurn en Basel-Landschaft.

## Demografische evolutie van het kanton
Bron: https://www.bfs.admin.ch/bfs/de/home/statistiken/bevoelkerung/stand-entwicklung.assetdetail.32229209.html

## Politiek
De grondwet van het kanton dateert van 1977.

### Wetgevende macht
De wetgevende macht ligt in handen van een 60 leden tellende volksvertegenwoordiging, Le Parlement (het Parlement) genaamd. Verkiezingen, op basis van algemeen kiesrecht, vinden om de vier jaar plaats. De laatste verkiezingen vonden in oktober 2006 plaats.

### Zetelverdeling 1977-2002
| Partij   | 1977 | 1982 | 1986 | 1990 | 1994 | 1998 | 2002 | 2006 |
| -------- | ---- | ---- | ---- | ---- | ---- | ---- | ---- | ---- |
| PDC      | 21   | 20   | 22   | 21   | 22   | 19   | 20   | 19   |
| PSJ      | 11   | 11   | 11   | 12   | 12   | 15   | 15   | 13   |
| PLR      | 14   | 16   | 16   | 15   | 15   | 14   | 12   | 11   |
| PCSI     | 8    | 8    | 8    | 8    | 8    | 8    | 8    | 9    |
| UDC      | 1    | 1    | 1    | 1    | 1    | 1    | 2    | 3    |
| POP      | 2    | 1    | 1    |      |      | 1    | 1    | 3    |
| CS       |      | 1    | 1    | 3    | 2    | 2    | 2    | 2    |
| Overigen | 3    | 2    |      |      |      |      |      |      |

### Uitvoerende macht
De uitvoerende macht van het kanton bestaat uit een vijfkoppige Regeringsraad, le Gouvernement (de Regering) genaamd. In de regering zijn 2 leden van de CVP, 2 leden van de PS, een lid van de PLR en een lid dat de PCSI vertegenwoordigt.

### Samenstelling Regering
| Persoon                   | Partij | Departement                               |
| ------------------------- | ------ | ----------------------------------------- |
| Philippe Receveur         | PDC    | Volksgezondheid, Sociale Zaken en Politie |
| Elisabeth Baume-Schneider | PS     | Onderwijs                                 |
| Michel Probst             | PLR    | Economie en gemeentesamenwerking          |
| Charles Juillard          | PDC    | Justitie en Financiën                     |
| Laurent Schaffter         | PCSI   | Milieu                                    |

Voor het jaar 2007 is Laurent Schaffter voorzitter van de Regering.

## Economie
Er is veeteelt en zuivelproductie, maar vooral paardenhouderij is belangrijk.
Het kanton is een van de economisch zwakste kantons van Zwitserland met een van de hoogste belastingen.
Het gebied wordt ook Watch Valley genoemd, wat verwijst naar de horloge-industrie.

## Talen
Moedertaal (2002):
- Frans: 90,0%
- Duits: 4,4%
- Italiaans: 1,8%
- andere talen: 3,8%

De enige gemeente die officieel Duitstalig is, is Ederswiler.
12,1% van de bevolking van Jura heeft geen Zwitsers paspoort (2002).

## Plaatsen en gebieden
De hoofdplaats Delémont telt 12.739 inwoners (2023). Porrentruy volgt met 6.601 inwoners (2023).

## Toerisme

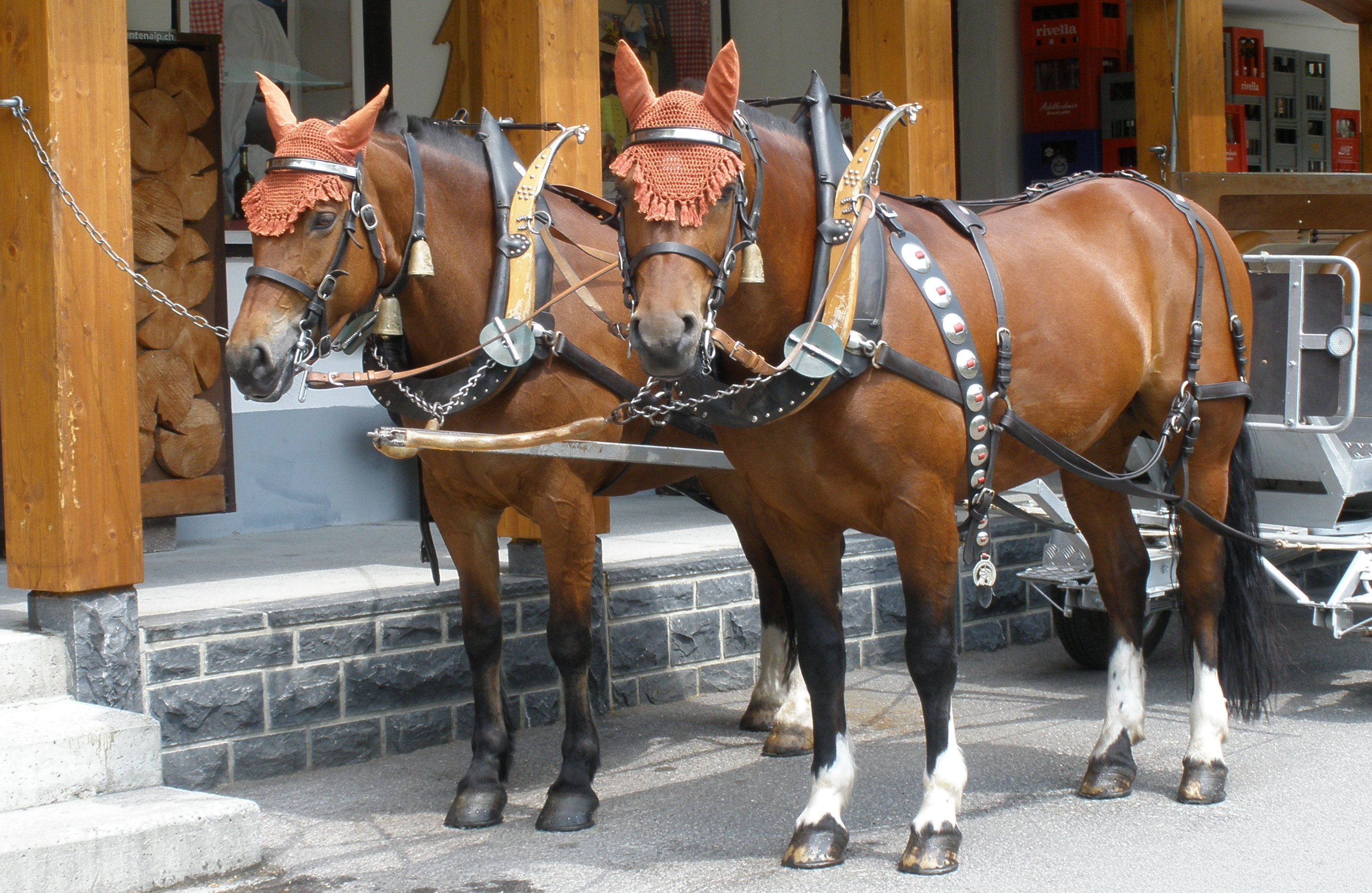
Dubbelspan Freiberger voor een wagen

Het klimaat is guur en koud in de winter. Dit maakt het kanton geschikt voor langlaufen, er bevinden zich ook enige kleinere skigebieden. In de zomer kan men er goed paardrijden.
Saint-Ursanne, Porrentruy, Saignelégier en Delémont hebben mooie binnensteden en oude middeleeuwse gebouwen.

## Inheems paardenras
Het Freiberger hoogplateau (Franches-Montagnes) vormt de bakermat van het oude inheemse paardenras de Freiberger. Dit is een licht trekpaard dat ook kan worden bereden en in het verleden veel gebruikt werd door de Zwitserse krijgsmacht.

## Districten
Er zijn 3 districten:
- District van Delémont (Duits: Delsberg) - hoofdstad: Delémont
- District van Porrentruy (Duits: Pruntrut) - hoofdstad: Porrentruy
- District van Franches-Montagnes (Duits: Freiberge) - hoofdstad: Saignelégier

## Geschiedenis
Het kanton maakte voor 1978 deel uit van het kanton Bern, dat voornamelijk Duitstalig en protestant is. De taalkundige en godsdienstige verschillen geven bij een referendum in 1974 de doorslag om een nieuw kanton te scheppen: drie Franstalige katholieke districten kozen voor het nieuwe kanton, drie Franstalige protestantse districten bleven bij Bern. Het katholieke Laufental bleef ook bij Bern, maar koos in een referendum in 1994 voor aansluiting bij Basel-Landschaft.
Het huidige kanton Jura streeft ernaar een nieuw kanton te vormen met de protestante drie Jurastische districten die bij Bern zijn gebleven, maar dit op gedicteerde voorwaarden van het huidige parlement van Jura. De kans dat de Jurastische districten verenigd worden is klein.
Delémont · Franches-Montagnes · Porrentruy
Aargau · Appenzell Ausserrhoden · Appenzell Innerrhoden · Basel-Landschaft · Basel-Stadt · Bern · Fribourg · Genève · Glarus · Graubünden · Jura · Luzern · Neuchâtel · Nidwalden · Obwalden · Sankt Gallen · Schaffhausen · Schwyz · Solothurn · Thurgau · Ticino · Uri · Vaud · Wallis · Zug · Zürich